# Расулбекова, Нигяр Имран гызы
Нигяр Имран гызы Расулбекова (азерб. Rəsulbəyova Nigar İmran qızı; род. 1960) — азербайджанский государственный деятель. Судья Верховного суда Азербайджана.

## Биография
Родилась в 1960 году. В 1982 году окончила юридический факультет Азербайджанского государственного университета.
В 2002 году окончила факультет государственного и муниципального управления Академии государственного управления при президенте Азербайджана. 29 декабря 2012 года получила степень доктора философии по праву.
С 1982 по 1989 год являлась главным лаборантом Института философии и права Академии наук Азербайджанской ССР.
С 1989 по 1991 год являлась главным советником Государственного арбитража Азербайджанской ССР.
С 1991 по 1993 год являлась государственным арбитром Государственного арбитража Азербайджанской ССР.
С 16 февраля 1993 по 2000 год являлась судьёй Высшего арбитражного суда Азербайджана.
6 декабря 1993 года присвоено первая квалификационная степень.
С 21 июля 2000 по 16 июля 2007 года являлась судьёй Экономического суда Азербайджана.
С 3 октября 1995 по 2000 год являлась членом ЦИК Азербайджана.
В 2003 году являлась кандидатом в судьи Европейского суда по правам человека.
С 2005 по 2007 год являлась членом Судебно-правового совета Азербайджана.
Судья коллегии по административным делам Верховного суда Азербайджана (с 16 июля 2007).

## Награды
- Медаль «Прогресс» (21 ноября 2011) — за образцовое исполнение обязанностей судьи, отличие при прохождении службы в органах юстиции, активное участие в развитии сфер науки и здравоохранения в системе юстиции, осуществлении политики в области исполнения наказания[9]
- Орден «За службу Отечеству» III степени (11 февраля 2023) — за плодотворную деятельность в судебных органах[10]